# 马可可水上学校
马可可水上学校（英語：Makoko Floating School）位于尼日利亚拉各斯的水上贫民窟马可可，于2013年启用。2016年3月，出于安全考虑，全校师生撤离本校，当年6月学校在一场大雨中倒塌。目前已提出了二期和三期校舍的设想。

## 学校历史
在水上学校成立之前，马可可的学童们只能入读一所坐落在填海而成的土地上的小学，这座学校常常受洪水泛滥的威胁。2013年，建筑师昆雷·阿德耶米提出把马可可这座水上贫民窟通过建设功能型建筑的方式改造成城市水岸社区的计划。在海因里希·伯尔基金会、联合国开发计划署等多方非政府组织和雅巴地方议会开发区、以及马可可当地社区的通力合作下，这一计划得以实施。

## 设计风格
马可可水上学校的校舍采用了竹子及木材等适应当地人民生活方式的材料制成。学校平面大致呈三角形，有约1000平方米的游乐区。配合当地的高脚楼建筑习惯，教室安排在第二层，装有可调节的百叶窗板条，下有操场。最顶上有一处露天教室，可以用于课外活动。此外，校舍还装有太阳能电池板、雨水收集系统和堆肥式厕所。这座建筑使用了250个塑料瓶以便校舍漂浮在水上，并保持自然通风。最初还有善加利用校舍为社区提供休闲中心、社区中枢和小诊所的计划。
马可可校舍赢得了2013年度AR+D新兴建筑奖，并曾入围伦敦设计博物馆2014年度设计奖、被提名2015年国际公共艺术奖。然而2016年6月7日，一场暴风雨席卷马可可，毁坏了水上学校的校舍。学校师生早在三个月前就已撤到安全地带，所幸没有人员伤亡。原来的校舍被改进案所替代。

## 重建计划
2016年的威尼斯建筑双年展上公布了马可可水上学校的二期工程。相比原来破败的校舍，这一期将使用能快速组装的预制材料。二期工程获得了展会的银狮奖，被认为“不论是在拉各斯还是在威尼斯（译注：马可可被誉为“非洲威尼斯”），都是能够强调教育何其重要的既有标志性又有实用性的建筑”。2018年在比利时的布鲁日更公布了马可可学校的第三期计划，这一次校舍的结构将设计得更为合理，号称有25年的使用寿命。